# Villers-en-Argonne
Villers-en-Argonne é uma comuna francesa na região administrativa do Grande Leste, no departamento de Marne. Estende-se por uma área de 9.57 km², e possui 235 habitantes, segundo o censo de 2018, com uma densidade de 25 hab/km².